# Mbekenyera
Mbekenyera è una circoscrizione mista (mixed ward) della Tanzania situata nel distretto di Ruangwa, regione di Lindi. Conta una popolazione di 11 257 abitanti (censimento 2012).